# Personalitate
Personalitatea reprezintă totalitatea trăirilor și efectelor pe care le provoacă, în ansamblu, fizicul și intelectul unei persoane. Personalitatea face parte din conștient, alăturându-se curentului existențialism, în cadrul căruia ființa umană învață și trage concluzii în urma experienței personale, adică o experiență calitativă.

## Personalitatea în filosofie

### Existențialismul
Variantă distinctă a filosofiei existențiale — este o doctrină filosofică și de acțiune caracterizată printr-o accentuare a individualității, propagarea libertății individuale și a subiectivității.

## Personalitatea în psihologie
Reflectări majore asupra personalității omului au fost înregistrate încă din antichitate, Aristotel fiind unul din primii care a evidențiat tangențial acest subiect, luând în considerație ca din antichitate și până la sfârșitul secolului al IX-lea psihologia era considerată parte componentă a filozofiei, aceasta a întrunit mari piedici în dezvoltarea sa autonomă, Personalitatea având un loc primordial în domeniul psihologiei.
Existența personalității are câteva trepte:
- Percepere
- Sectionalizare
- Creare
- Dezvoltare
- Modernizare
- Declin

#### Percepere
Face parte din compartimentul introductiv al existenței sale fizice și intelectuale. Perceperea are referire la vârsta pre-natală și natală, când copilul conceput și nou-născut "admiră" lumea din jur, o studiază, o adaptează și o însușește, reușind astfel să cunoască bazele personalității.

#### Secționalizare
Face parte din compartimentul post-introductiv al existenței omenești ca personalitate, datele stocate din compartimentul percepere sunt analizate, sortate și aranjate în ordinea lor cronologică a acțiunii, în felul corect al derulării acțiunii cursiv, clar.

#### Creare
Face parte din compartimentul cel mai important al existenței personalității umane. Acestei etape îi revine partea cea mai importantă a realizării personalității. În cadrul acesteia, toate datele stocate, analizate, sortate și aranjate în ordine cronologică, sunt reanalizate, respectiv filtrate și adăugate unui dosar personal al persoanei, care în susținerea ideii de existențialism, face concluzii în urma diferitelor acțiuni și situații petrecute de-a lungul experienței individului, creându-se astfel intimitatea și personalitatea, caracterele definitorii și trăsăturile distinctive ale acesteia.

#### Dezvoltare
În treapta ce urmează, individul își sistematizează gândirea, formându-și un reflex parasimpatic, căruia îi revine rolul de "degajare" a experienței. În  timpul dezvoltării, uneori, se schimbă în totalitate întregul proces de existență a personalității, aceasta căutându-și perfecțiunea în domeniul ales, fie el de oricare tip, individul caută să se perfecționeze, acest proces avându-și durata pe întreaga viața a omului.

#### Modernizare
Această treaptă face parte din "feedback"-ul pe care-l primește individul, acesta compară reflecțiile sale cu cele exterioare, în dependență de totalitatea progresiei acestuia, acest "feedback" îl face să schimbe caractere distincte sau chiar pagini întregi în personalitatea deja creată, fapt care degenerează de fapt într-o schimbare incontrolabilă uneori, care duce la declin.

#### Declin
Este faza finală a existenței personalității omenești, este însoțită de apusul existenței fizice. Este perioada în care puterea și motricitatea personalității scade, fiind supusă unui impuls intensiv de neputință, care nu face decât să grăbească procesul invers al perceperii, declinul fiind caracterizat prin întârzierea logică și necronologică a individului, incapacitatea acestuia de a efectua cele două activități vitale personalității: dezvoltare și modernizare.

Necesar a fi precizat că aceste etape diferențiază de la individ la individ, nu sunt o legitate caracteristică tuturor, însă aceste trepte sunt înregistrate pe parcursul vieții tuturor indivizilor, diferită fiind doar cronologia acestora.